# Дом прессы (Варшава)
Дом прессы (пол. Dom Prasy) или Дом польской прессы (пол. Dom Prasy Polskiej) — официальное здание в Варшаве, располагающееся по адресу улица Маршалковская, дом 3/5; редакционный и печатный центр изданий «Nowy Kurier Warszawski» и «Życie Warszawy».

## История
Около 1892 года на участке между улицами Маршалковской и Польной был возведён комплекс зданий для фабрики по производству ковров «Акционерное общество „Маркус Бендер и С“». Компания, которая в 1908 году стала называться «Акционерное общество Варшавской ковровой фабрики», с 1915 года испытывала большие трудности с продажей своей продукции из-за потери российского рынка, связанного с Первой мировой войной и утратой контроля Российской империи над территорией Царства Польского. Производство ковров продолжалось, однако, до 1926 года.
В 1926 году по просьбе нового владельца недвижимости, издательского дома «Dom Prasy S.A.», был разработан проект по перестройке фабричного комплекса в типографию и офисы издательского дома. Он был одним из крупнейших издательских и печатных домов Второй Польской Республики, издавал 4 еженедельника, 4 ежедневные газеты и 14 региональных вариантов, относившихся к бульварной прессе. С 1934 года компания действовала под названием «Prasa Polska».
Здание Дома прессы было построено в 1927—1929 годах в стиле крайнего функционализма по проекту Максимилиана Голдберга и Иполита Рутковского, отобранного по итогам конкурса. К главному зданию бывшей фабрики добавили один этаж, сориентировав всё здание на север и перестроив его вдоль улицы Маршалковской, а двухэтажный двориковый павильон был снесён. В подвале здания располагались склады с бумагой и полиграфическими материалами, котельная, склад топлива и санузлы для сотрудников. На первом этаже расположены типография, редакции газет и наборная комната, а на втором и третьем — служебные помещения. Для тех времён архитекторами использовалось современное решение — помещения для редакции разделялись на небольшие боксы со стеклянными перегородками. Административные помещения и столовая располагались на верхнем этаже, лестницы и лифты были в обоих крылах здания.
Здание считалось одним из наиболее интересных образцов современной польской архитектуры и одним из лучших образцов функционализма в промышленной архитектуре межвоенного периода. До 1939 года в здании располагались редакции газет «Przegląd Sportowy», «Kino», «Express Poranny» и «Kurier Czerwony». В 1938 году штат компании «Prasa Polska» насчитывал 223 человека.
В ноябре 1939 года редакция варшавской «гадзинувки» (оккупационной газеты) — «Nowy Kurier Warszawski» — переехала в это здание. Здесь также печатались издания «Kurier» и «7 dni» (с мая 1940 издавался немцами), а в самом здании во время войны нередко происходили диверсии, организованные Движением Сопротивления. Наиболее серьёзная произошла 24 октября 1942 года, когда группа бойцов Гвардии Людовой под командованием Мечислава «Млота» Фершта бросили через окно гранаты в отделение типографии — это был акт мести за расстрел 50 человек в Павяке.
1 августа 1944 года, в начале Варшавского восстания здание было атаковано со стороны Польной улицы 1108-м взводом дивизиона «Елень» под командованием подпоручика Кароля «Врона» Врублевского. Атака завершилась неудачей, а разгромленный взвод отступил на Мокотовское поле и затем к площади Политехники. В ходе боя погибла Кристина Крахельская.
После подавления восстания немцы демонтировали и забрали самую современную часть оборудования и типографии, но здание уцелело. 29 марта 1945 года в здание подали электричество, что позволило возобновить работу типографии. Первая роторная машина была введена в эксплуатацию 6 апреля. В мае 1945 года там началась печать газеты «Życie Warszawy», редакция располагалась там до 1992 года.
Около 1950 года характерная часть здания на первом этаже была расширена вдоль улицы Маршалковской.